# فرانك إتش إليس
فرانك إتش إليس هو طيار ومؤرخ كندي، ولد في 1896، وتوفي في 4 يوليو 1979.